# Phallotorynus
Genre
Phallotorynus est un genre de poissons de la famille des Poeciliidae.

## Liste des espèces
Selon Fishbase:
- Phallotorynus dispilos Lucinda, Rosa & Reis, 2005
- Phallotorynus fasciolatus Henn, 1916
- Phallotorynus jucundus Ihering, 1930
- Phallotorynus pankalos Lucinda, Rosa & Reis, 2005
- Phallotorynus psittakos Lucinda, Rosa & Reis, 2005
- Phallotorynus victoriae Oliveros, 1983